# Liste der Kulturdenkmäler in Alterkülz
In der Liste der Kulturdenkmäler in Alterkülz sind alle Kulturdenkmäler der rheinland-pfälzischen Ortsgemeinde Alterkülz aufgeführt. Grundlage ist die Denkmalliste des Landes Rheinland-Pfalz (Stand: 27. Oktober 2023).

## Einzeldenkmäler
| Bezeichnung                   | Lage                         | Baujahr                     | Beschreibung | Bild                           |
| ----------------------------- | ---------------------------- | --------------------------- | --- | ------------------------------ |
| Evangelisches Pfarrhaus       | Hauptstraße 11 Lage          | 1786                        | Krüppelwalmdachbau, teilweise verschiefertes Fachwerk, bezeichnet 1786                                                                         | Fotos hochladen                |
| Evangelische Kirche           | Hauptstraße 12 Lage          | 1759                        | bipolarer Saalbau, bezeichnet 1759, mit Kanzel von 1760 und Orgel von Heinrich Ernst Stumm aus Kastellaun von 1779                             | weitere Bilder Fotos hochladen |
| Hofanlage                     | Hauptstraße 28 Lage          | 1816                        | abgewalmter Mansarddachbau, teilweise verschiefertes Fachwerk, bezeichnet 1816, Scheune                                                        | Fotos hochladen                |
| Hofanlage                     | Hauptstraße 30 Lage          | 1811                        | abgewalmter Mansarddachbau, teilweise verschiefertes Fachwerk, bezeichnet 1811, Scheune                                                        | BW                             |
| Hofanlage                     | Hauptstraße 31 Lage          | um 1900                     | Hofanlage; Fachwerkhaus, teilweise massiv, abgewalmtes Mansarddach, um 1900, Fachwerkscheune                                                   | Fotos hochladen                |
| Hofanlage                     | Hauptstraße 46 Lage          | Anfang des 19. Jahrhunderts | abgewalmter Mansarddachbau, teilweise verschiefertes Fachwerk, Anfang des 19. Jahrhunderts, Scheune, teilweise Fachwerk; bauliche Gesamtanlage | Fotos hochladen                |
| Kriegerdenkmal                | Hauptstraße, bei Nr. 48 Lage | 1926                        | Kriegerdenkmal 1914/18, Anlage mit Reliefplatte, Sandstein, 1926                                                                               | Fotos hochladen                |
| Katholische Kapelle St. Josef | Hauptstraße 79 Lage          | 1920/21                     | Schieferbruchsteinsaal, 1920/21, Architekt Peter Marx, Trier                                                                                   | weitere Bilder Fotos hochladen |
| Wohnhaus                      | Hauptstraße 105 Lage         | 1922                        | abgewalmter Mansarddachbau, teilweise verschiefert, Heimatschutzstil, 1922                                                                     | Fotos hochladen                |